# Wolfgang Wieland (Philosoph)

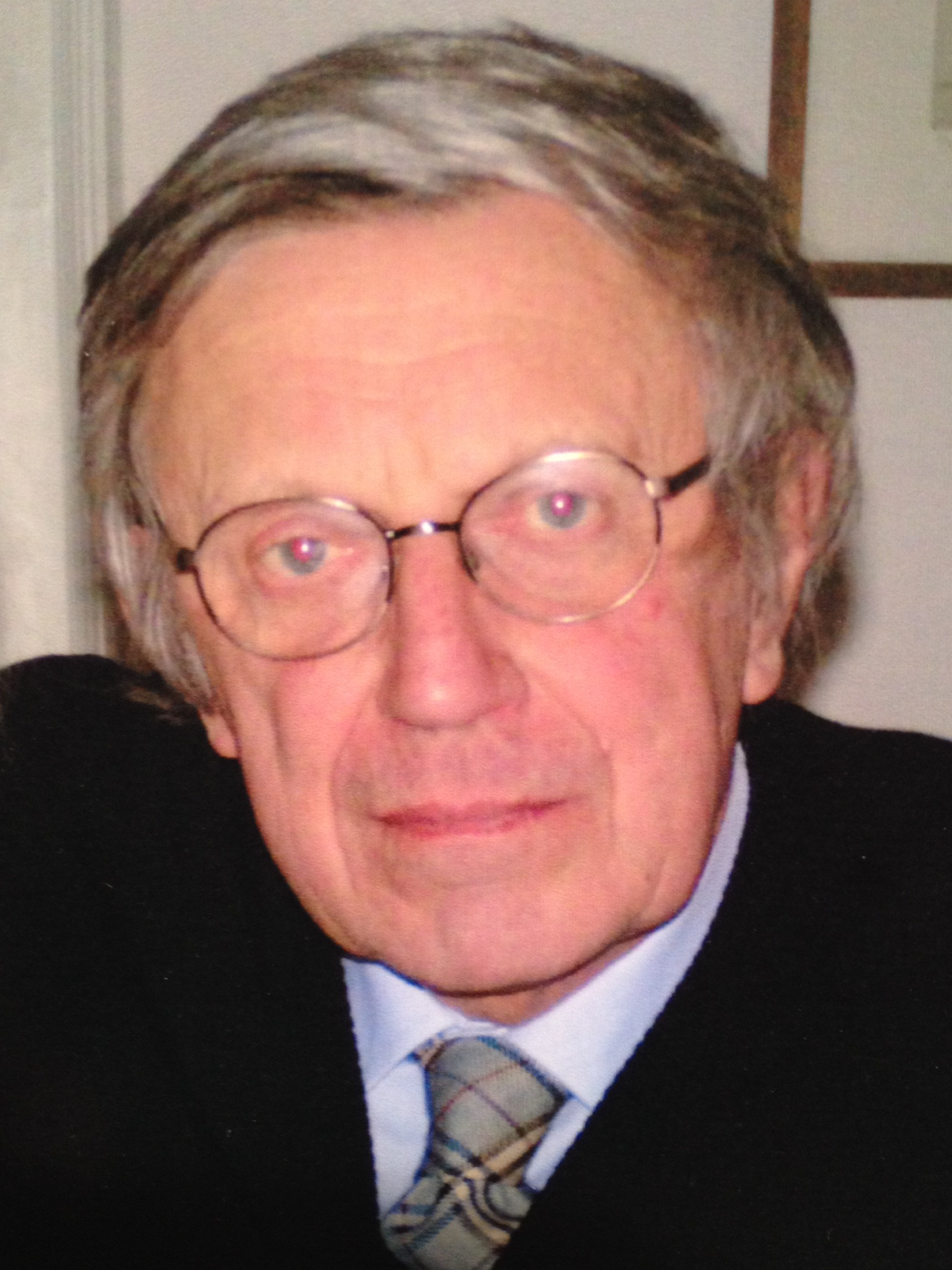
Wolfgang Wieland

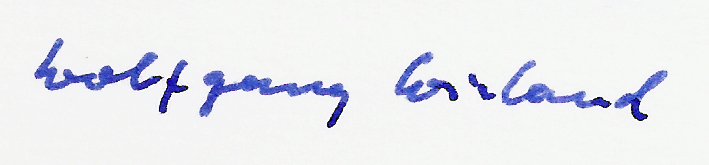
Wolfgang Wieland. Signatur 1993

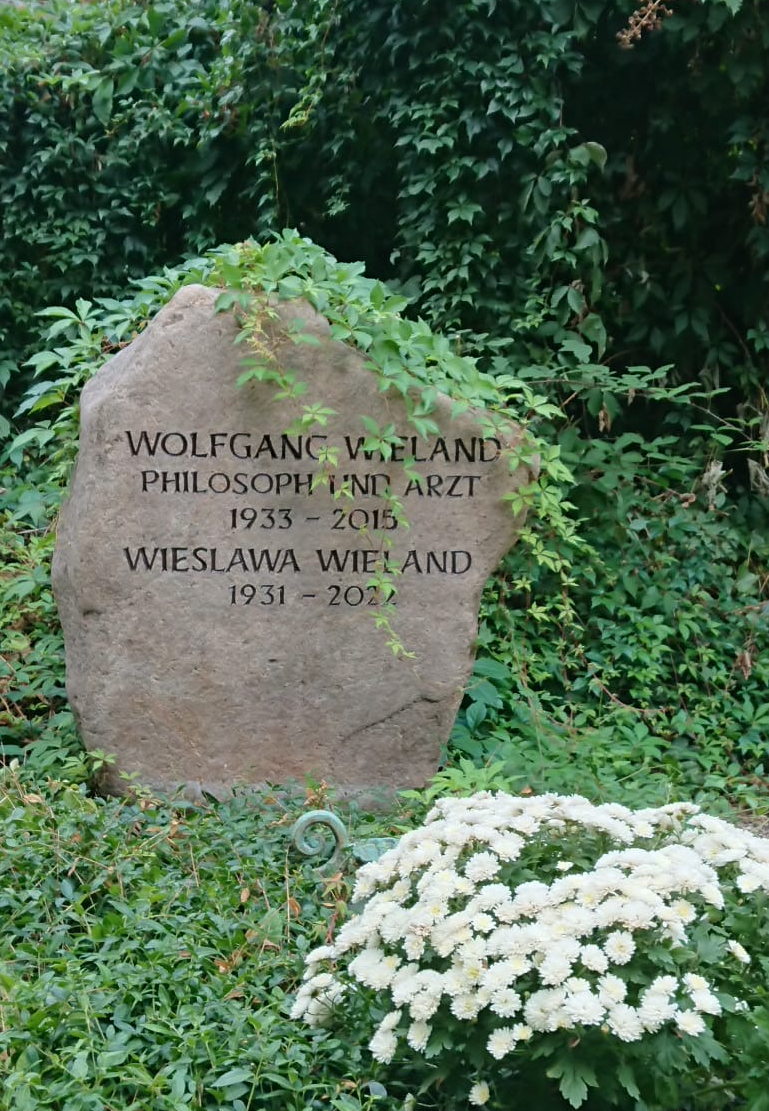
Das Grab von Wolfgang Wieland und seiner Ehefrau Wieslawa auf dem Friedhof Neuenheim in Heidelberg

Wolfgang Wieland (* 29. Juni 1933 in Heidenheim an der Brenz; † 8. März 2015 in Göttingen) war ein deutscher Philosoph und Arzt.

## Leben
1952, nach dem Abitur am Schubart-Gymnasium Aalen, studierte Wieland Philosophie in Göttingen und Heidelberg. Dort wurde er 1955 bei Hans-Georg Gadamer mit einer Arbeit über Friedrich Wilhelm Joseph Schelling promoviert. Die Habilitation folgte 1960. Ab 1960 war er außerordentlicher Professor an der Universität Hamburg. Von 1965 bis 1970 studierte er Medizin und legte am 13. Oktober 1970 das Staatsexamen ab. Wieland folgte anschließend Rufen als Ordinarius für Philosophie nach Marburg (1964–1968), Göttingen (1968–1979) und Freiburg im Breisgau (1979–1983). Von 1983 bis zu seiner Emeritierung 1998 war er Professor für Theoretische Philosophie an der Universität Heidelberg.

## Positionen
Aus der Schule Gadamers stammend – mehr noch durch die skeptische Haltung Karl Löwiths beeinflusst –, nimmt sich Wieland in seiner Habilitationsschrift Die aristotelische Physik zum Untersuchungsgegenstand. Seine Untersuchung, die phänomenologische und sprachanalytische Betrachtungsweisen vereint, wurde zu einem in mehreren Auflagen erscheinenden Klassiker der Aristotelesforschung. Nach zahlreichen richtungsweisenden Aufsätzen zur Aristotelischen Syllogistik folgte 1982 eine bahnbrechende Studie zur Philosophie Platons. Es ist Wielands Verdienst, die philosophische Dimension der Dialogform als Ausdruck der Bedeutung erkenntlich zu machen, die Platon den Formen des nichtpropositionalen Wissens wie etwa menschlichen Fertigkeiten und Dispositionen beimisst.
Die Leistung der Urteilskraft ist ein weiterer Forschungsschwerpunkt Wielands. Als Humanmediziner hat er diese in zahlreichen Schriften wie Praxis und Urteilskraft oder Diagnose: Überlegungen zur Medizintheorie im Bereich der ärztlichen Praxis hinterfragt. Mit Urteil und Gefühl wendet er sich in einer weiteren großen Monographie Kants Theorie der Urteilskraft zu.
Wielands Arbeiten zeigen bis heute international breite Wirkung. Wieland war Mitglied der Heidelberger Akademie der Wissenschaften; 2005 verlieh ihm die Medizinische Fakultät der Universität Tübingen die Ehrendoktorwürde.

## Veröffentlichungen (Auswahl)
Monographien
- Schellings Lehre von der Zeit – Grundlagen und Voraussetzungen der Weltalterphilosophie. Winter, Heidelberg 1956.
- Die aristotelische Physik – Untersuchungen über die Grundlegung der Naturwissenschaft und die sprachlichen Bedingungen der Prinzipienforschung bei Aristoteles. Vandenhoeck & Ruprecht, Göttingen 1962; 3. Auflage 1992.
- Diagnose – Überlegungen zur Medizintheorie. De Gruyter, Berlin 1975; 2. Auflage 2004.
- Platon und die Formen des Wissens. Vandenhoeck & Ruprecht, Göttingen 1982; 2., erweiterte Auflage 1999.
- Strukturwandel der Medizin und ärztliche Ethik – Philosophische Überlegungen zu Grundfragen einer praktischen Wissenschaft. Winter, Heidelberg 1986.
- Aporien der praktischen Vernunft. Klostermann, Frankfurt am Main 1989.
- Verantwortung – Prinzip der Ethik? Winter, Heidelberg 1999.
- Urteil und Gefühl – Kants Theorie der Urteilskraft. Vandenhoeck & Ruprecht, Göttingen 2001.
- Bioethik als Herausforderung. Bonn University Press, Bonn 2003.
- Medizin als praktische Wissenschaft. Kleine medizintheoretische Schriften; Hrsg. von Rainer Enskat und Alejandro G. Vigo. Olms, Hildesheim; Zürich; New York, NY: 2014.
- Philosophische Schriften. Hrsg. von N. Braun, Vandenhoeck & Ruprecht, Göttingen 2020. [Enthält die unten aufgeführten Aufsätze aus den Jahren 1960–2011, Lebensabriss, umfassendes Schriftenverzeichnis, Register.]

Herausgeberschaft
- mit Elisabeth Ströker: Handbuch Philosophie. 10 Bände. Alber, Freiburg im Breisgau/München 1981–1996.Hans-Georg Gadamer und Wolfgang Wieland (Heidelberg, 1988)

Aufsätze (Auswahl)

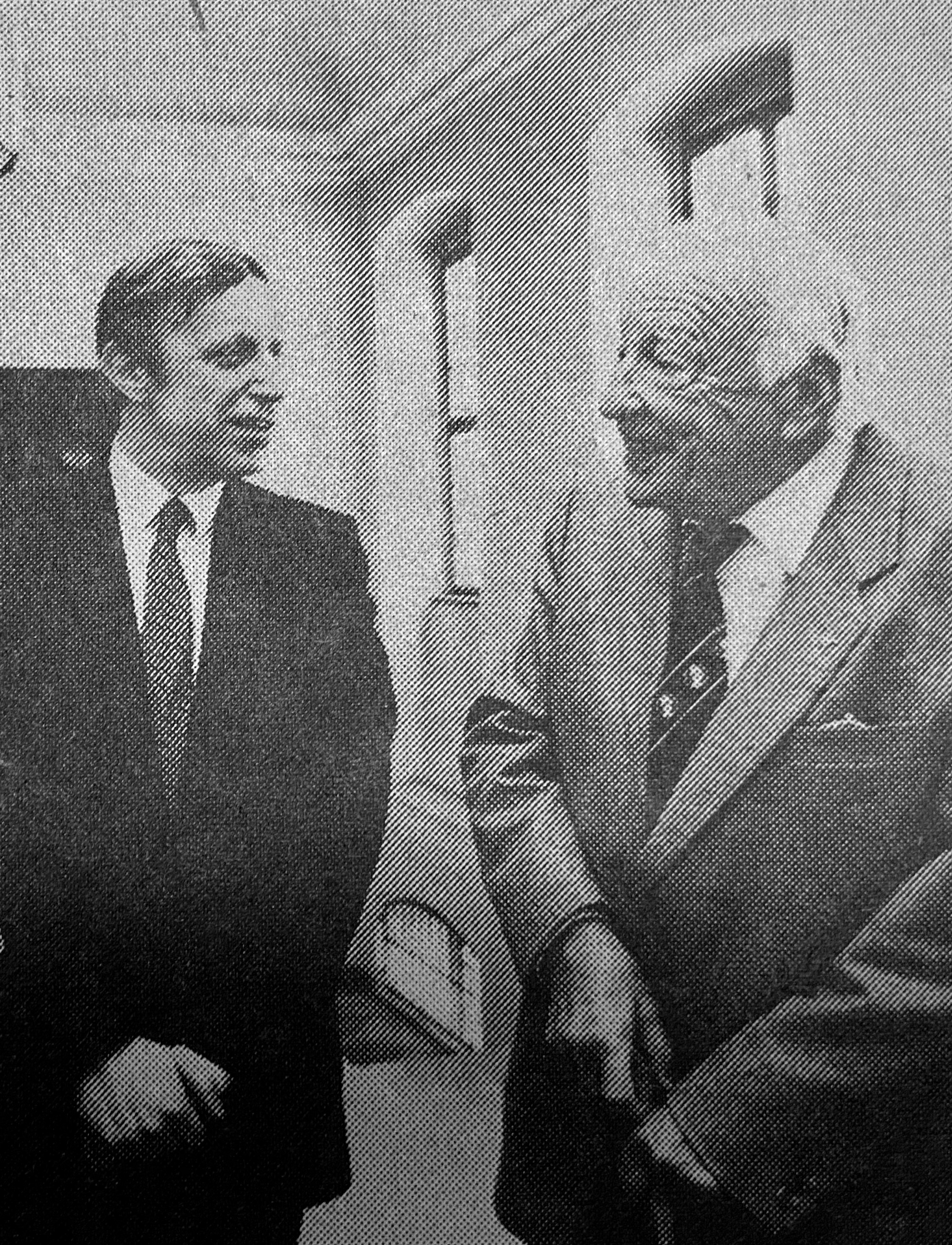
Hans-Georg Gadamer und Wolfgang Wieland (Heidelberg, 1988)

- Die Ewigkeit der Welt. Der Streit zwischen Ioannes Philoponus und Simplicius. In: Die Gegenwart der Griechen im neueren Denken. Festschrift für Hans-Georg Gadamer 1960. S. 291–316.
- Heinrich Heine und die Philosophie. In: Deutsche Vierteljahresschrift für Literaturwissenschaft und Geistesgeschichte. 37, 1963, S. 232–248.
- Hegels Dialektik der sinnlichen Gewissheit. In: Orbis Scriptus. Dimitrij Tschizewskij zum 70. Geburtstag. München 1966, S. 933–941.
- Die Anfänge der Philosophie Schellings und die Frage nach der Natur. In: Natur und Geschichte. Karl Löwith zum 70. Geburtstag. Stuttgart 1967, S. 406–440.
- Kontinuum und Engelzeit bei Thomas von Aquino. In: E. Scheibe und G. Süßmann (Hrsg.): Einheit und Vielheit. Festschrift für Carl Friedrich v. Weizsäcker zum 60. Geburtstag. Göttingen 1972, S. 77–90.
- Zeitliche Kausalstrukturen in der aristotelischen Logik. In: Archiv für Geschichte der Philosophie. 54, 1972, S. 229–237.
- Bemerkungen zum Anfang von Hegels Logik. In: H. Fahrenbach (Hrsg.): Wirklichkeit und Reflexion. Walter Schulz zum 60. Geburtstag. Pfullingen 1973, S. 395–414.
- Praxis und Urteilskraft. In: Zeitschrift für philosophische Forschung. 28, 1974, S. 17–42.
- Aristoteles und die Seeschlacht. Zur Struktur prognostischer Aussagen. In: Berichte zur Wissenschaftsgeschichte. 2, 1979, S. 25–33.
- Staat und Selbstbewusstsein. Eine Notiz zu Platons Politeia. In: Synthesis philosophica. 10, 1990, S. 393–406.
- Das Individuum und seine Identifizierung in der Welt der Kontingenz. In: Th. Hoffmann, St. Majetschak (Hrsg.): Denken der Individualität. Festschrift für Josef Simon zum 65. Geburtstag. Berlin 1995, S. 3–25.
- Über den Grund des Interesses der Philosophie an ihrer Geschichte. In: R. W. Puster (Hrsg.): Veritas filia temporis? Festschrift für Rainer Specht zum 65. Geburtstag. Berlin 1995, S. 9–30.
- Das sokratische Erbe: Laches. In: Th. Kobusch, B. Mojsisch (Hrsg.): Platon. Seine Dialoge in der Sicht neuer Forschungen. Darmstadt 1996, S. 5–24.
- Dialektik und Relationen. In: R. Breuninger (Hrsg.): Philosophie der Subjektivität und das Subjekt der Philosophie. Festschrift für Klaus Giel zum 70. Geburtstag. Würzburg 1997, S. 369–383.
- Kants Rechtsphilosophie der Urteilskraft. In: Zeitschrift für philosophische Forschung. 52, 1998, S. 1–22.
- Poiesis. Das Aristotelische Konzept einer Philosophie des Herstellens. In: Th. Buchheim, H. Flashar, R. King (Hrsg.): Kann man heute noch etwas anfangen mit Aristoteles? Hamburg 2003, S. 223–247.
- Was heisst und zu welchem Ende vermeidet man den Gebrauch der Urteilskraft? Strategien zu ihrer Umgehung. In: F. Rodi (Hrsg.): Urteilskraft und Heuristik in den Wissenschaften. Beiträge zur Entstehung des Neuen. Weilerswist 2003, S. 9–33.
- Pro Potentialitätsargument: Moralfähigkeit als Grundlage von Würde und Lebensschutz. In: G. Damschen, D. Schönecker (Hrsg.): Der moralische Status menschlicher Embryonen. Berlin / New York 2003, S. 149–168.
- Herausforderungen der Bioethik. In: W. Hogrebe (Hrsg.): Grenzen und Grenzüberschreitungen. XIX. Deutscher Kongress für Philosophie. Berlin 2004, S. 829–842.
- Wissenschaft im Fadenkreuz der Aufklärung. Zur Tragweite des hypothetischen Denkens. In: R. Enskat, A. Kleinert (Hrsg.): Aufklärung und Wissenschaft. Acta Historica Leopoldina. Nr. 57. Halle (Saale) 2011, S. 99–130.